# Гуя різнодзьоба
Гуя різнодзьоба, або гуя, або гія (Heteralocha acutirostris) — вимерлий представник горобцеподібних птахів родини коральникових (Callaeidae), ендемік Північного острова Нової Зеландії.
Зникнення гуї на початку XX століття було зумовлено двома основними причинами. Першою причиною стало надмірне полювання з метою отримання довгих яскравих хвостових пір'їн як модної прикраси для капелюхів, а також виготовлення опудал, які мали великий попит серед багатьох музеїв і приватних колекціонерів. Другою причиною вимирання стало те, що європейські переселенці проводили широкомасштабне вирубування низинних лісів Північного острова з метою створення сільськогосподарських пасовищ. Більшість лісів були давніми екологічно складними комплексами, після вирубування яких гуя не змогла вижити в регенерованих вторинних лісах. Востаннє гую бачили 28 грудня 1907 року поблизу гірського ланцюга Тараруа, однак окремі повідомлення про зустрічі з цими птахами з'являлися у Веллінгтоні аж до 1922 року, а в національному парку Ті Уревера — до 1960-х років.
Характерною особливістю гуї була наявність сильно вираженого статевого диморфізму у формі дзьоба. Дзьоб у самиці був довгим, тонким зігнутим донизу, у той час як у самця — коротким і товстим, як у ворона. Самиця і самець були настільки схожими, що їх можна було відрізнити лише за формою дзьоба. Самиця і самець мали помаранчеві кульчики і переважно чорне оперення із зеленуватим відливом. Птахи проживали виключно у низинних і гірських лісах. Це було пов'язане з сезонними міграціями протягом року: влітку гуї жили на височинах, а взимку — в низинних лісах. Гуї були всеїдними птахами. Вони харчувалися комахами, личинками, павуками, а також плодами деяких місцевих рослин. Під час харчування самець пробивав отвори в підгнилій деревині, в той час як самиця, маючи більш довгий і гнучкий дзьоб, проникала ним у місця скупчення личинок жуків. Незважаючи на те, що статевий диморфізм гуї багато разів згадувався в підручниках біології та орнітології, вона залишилася маловивченим видом.
Гуя — один з найвідоміших вимерлих птахів Нової Зеландії. Завдяки своїй красі та формі дзьоба вона зайняла особливе місце у культурі і традиціях маорі. Вона вважалася у маорі священним птахом, а носіння її шкірки або пір'я серед них вважалося привілеєм.

## Таксономія та етимологія
Назва «гуя» (мовою маорі [hui a], хуиа) дана птахові народом маорі за її гучний тривожний крик, що нагадував звук «уя, уя, уя» або англійське питальне речення «хто ти?». Ймовірно, птах видавав цей звук, коли був схвильований або голодний .
У свою чергу назва роду Heteralocha походить від дав.-гр. ἕτερος — «інший» і ἄλοχος — «дружина», посилаючись на велику різницю форми дзьобів самця і самиці. Видова назва acutirostris походить від лат. acutus — «гострий кінець» і rostrum — «дзьоб».
Джон Гульд класифікував цього птаха у 1836 році, розділивши його на два вида: Neomorpha acutirostris (самиця) і Neomorpha crassirostris (самець). Назва crassirostris походить від лат. crassus — «товстий» або «важкий», що є посиланням на короткий дзьоб самця. У 1840 році Джордж Роберт Грей запропонував іншу назву виду — Neomorpha gouldii, оскільки жодна з назв, запропонованих Джоном Гульдом, непідходила для даного виду птахів. У 1850 році Жан Кабаніс змінив назву Neomorpha (яка вже застосовувалася до птахів родини зозулястих) на Heteralocha. У 1888 році орнітолог Волтер Буллер писав:
| Ліві лапки | Я вирішив, що найбільш підхожа назва, відповідно до прийнятих правил зоологічної номенклатури, буде складатися з двох частин: перша - acutirostris, запропонована Джоном Гульдом, а друга - Heteralocha, придумана Жаном Кабанісом. | Праві лапки |

## Опис

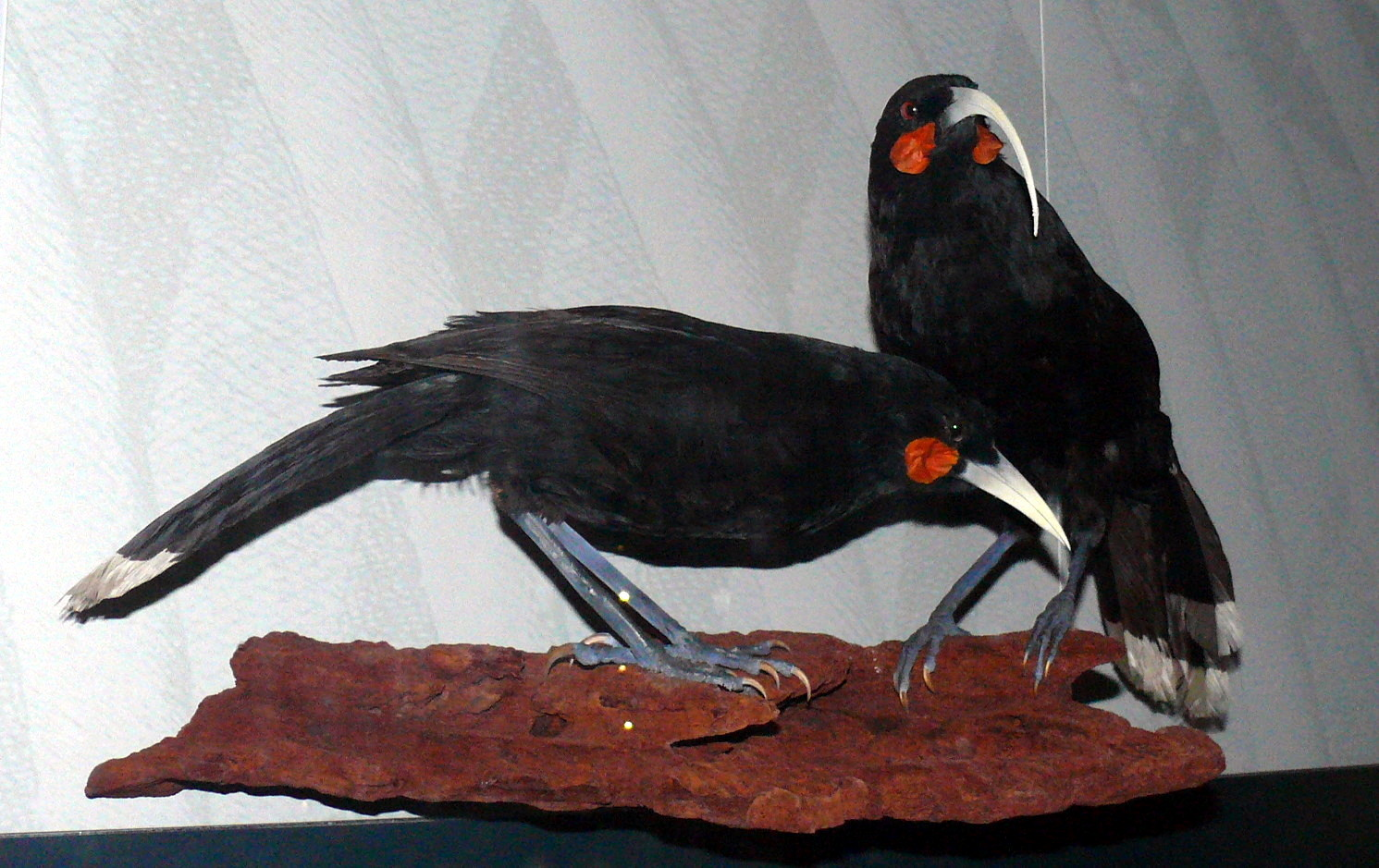
Опудала гуй, виставлені в Берлінському музеї природної історії

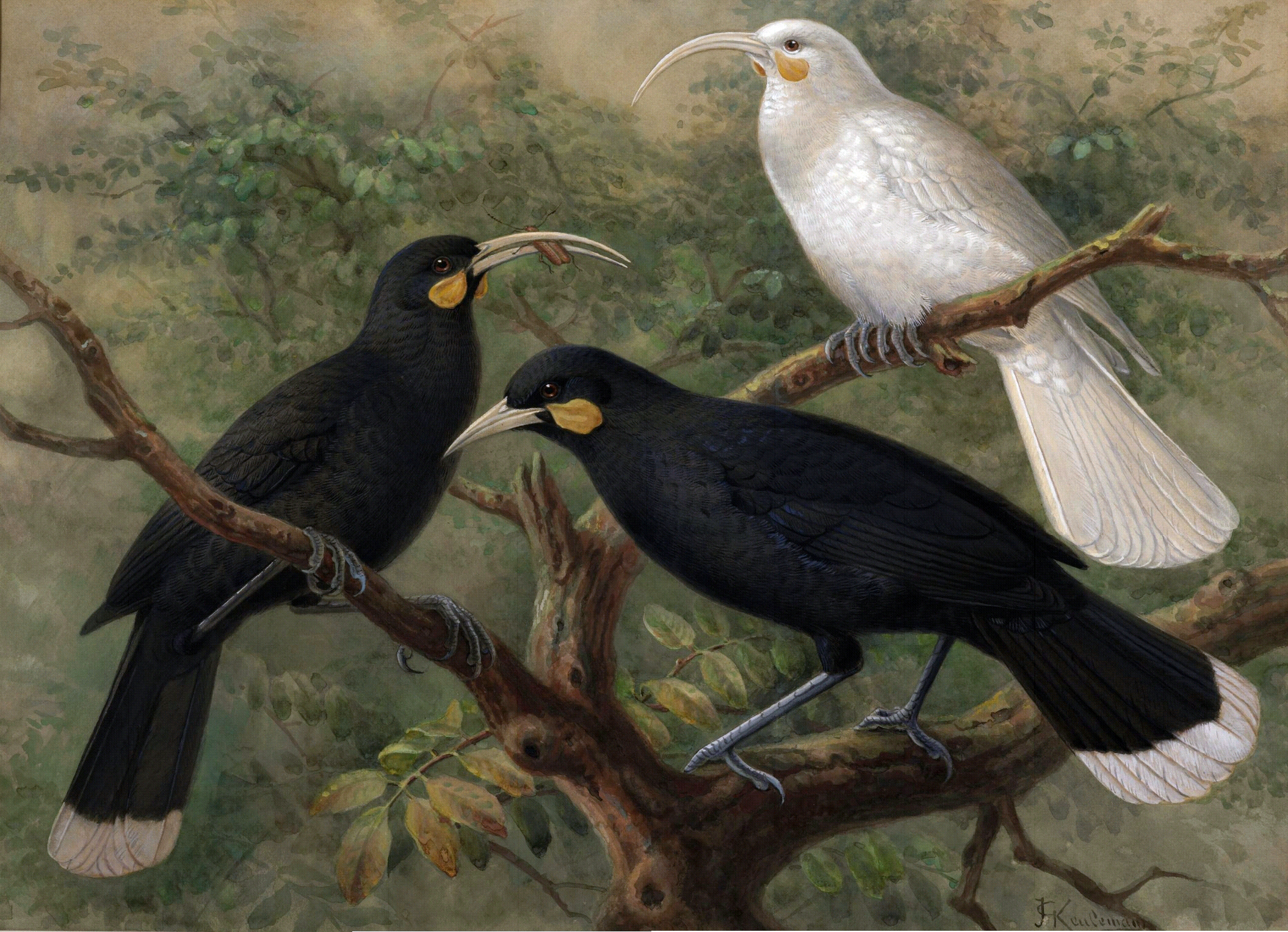
Самиця, самець і гуя-альбінос.

Гуя мала зеленувато-чорне оперення, характерні округлі карі очі, а також білий дзьоб з сірою основою. Крім цих особливостей, гуя також мала довгі блакитно-сірі лапки, світло-коричневі кігті і дванадцять чорних хвостових пір'їн з широкою білою смугою, кожна з яких була довжиною від 2,5 до 3 см. У особин, які не досягли статевої зрілості, були маленькі бліді сережки, тьмяне рудувато-коричневе оперення, біла смужка на хвості і злегка вигнутий дзьоб. Серед цих птахів зустрічалися і так звані «гуя — аріки» (слово «аріки» у перекладі з маорійської мови означає «священний»). Ці особини мали коричневе смугасте оперення, причому голова і шия були набагато темніші, ніж інші частини тіла. Подібне забарвлення мали птахи з частковим альбінізмом або старі особини. Також були зареєстровані птахи з повним альбінізмом.
Хоча статевий диморфізм дзьоба виявлений у щитоносних райських птахів, райських одудів і у деяких видів дятлів, найсильніше він був виражений саме у гуї. Самець мав злегка вигнутий короткий дзьоб, як у райських одудів, довжиною приблизно 60 мм. Самиця мала більш тонкий, сильно вигнутий дзьоб, як у колібрі або медоноса, довжиною понад 104 мм. Анатомія статей відрізнялася не тільки будовою кісток, але і рамфотекою. Рамфотека у самок росла в кінці верхньої та нижньої щелеп, тим самим дозволяючи їм гнучко і глибоко проникати дзобом в нори личинок жуків-вусачів. Черепи гуї і щитоносного райського птаха були майже однаковими, а нижні щелепи цих видів — і зовсім ідентичними.

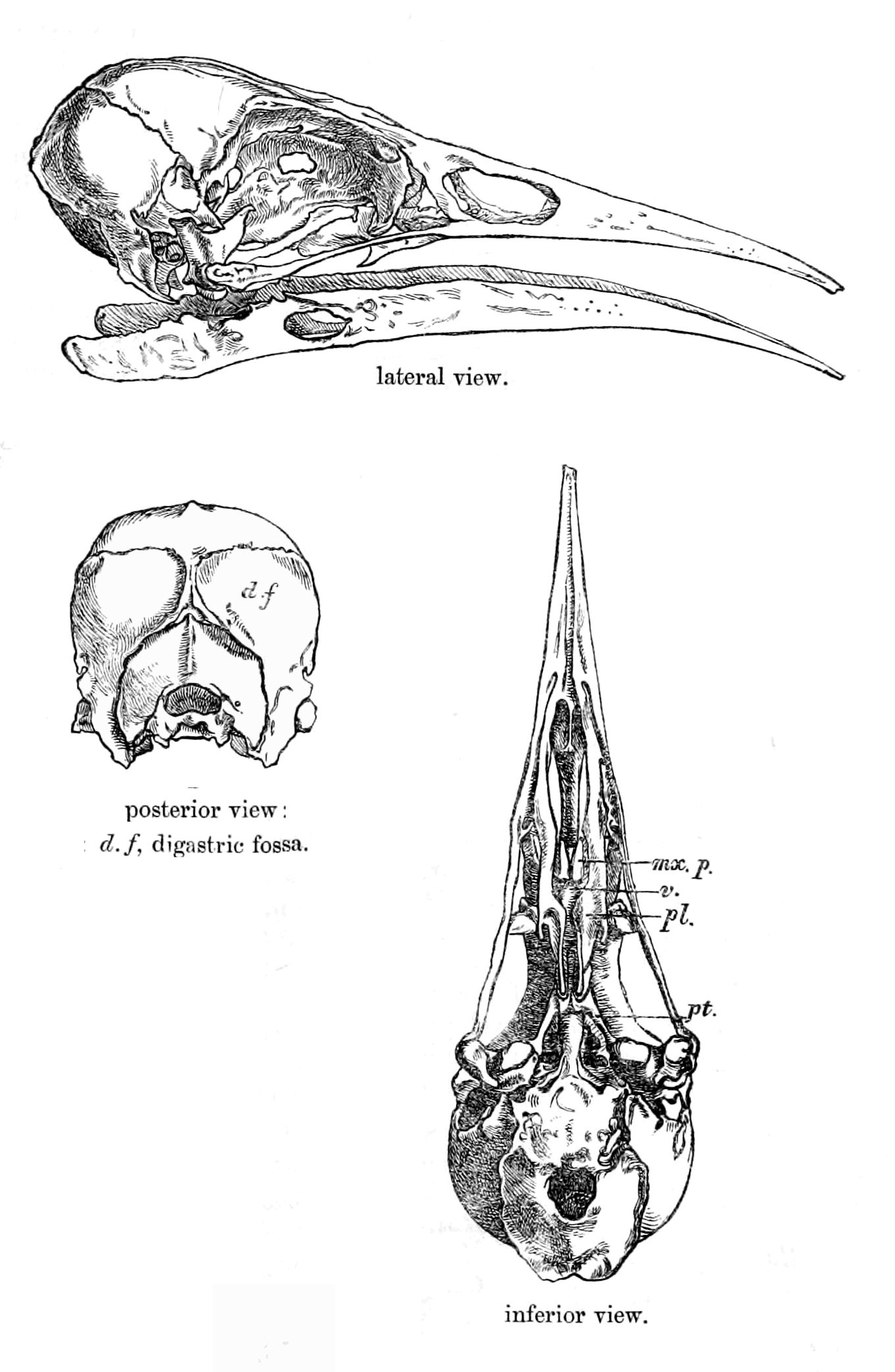
Будова черепа гуї: вид збоку, ззаду і зверху

Припускаються дві можливі причини виникнення статевого диморфізму у формі дзьоба гуї. Першою з них була здатність до використання різних джерел живлення. Подібна здатність, можливо, виникла через відсутність конкурентів у кормовій ніші Північного острова. Друга можлива причина була повʼязана з кольором дзьоба, який різко відрізнявся від основного оперення птаха. На думку деяких дослідників, таке забарвлення дзьоба використовувалось особинами різної статі для того, щоб привернути увагу одне одного. Тварини, що використовують статевий диморфізм для приваблення партнера, часто мають яскраве забарвлення або різні розміри частин тіла, як і гуя. Було також висловлене припущення про те, що довгий дзьоб використовувався самицями для того, щоб зригувати їжу під час годування пташенят.
Іншим, менш очевидним аспектом статевого диморфізму гуї є невелика різниця в розмірах особин. Самці сягали 45 см (18 дюймів) завдовжки, в той час як самиці — 48 см (19 дюймів). Крім того, самець мав хвіст завдовжки близько 20 см (7,8 дюйма) і розмах крила від 21 до 22 см. Самиця мала хвіст завдовжки від 19,5 до 20 см і розмах крила від 20 до 20,5 см.

## Поширення і середовище проживання
Субфосильні відклади і залишки екскрементів показують, що гуї колись були широко розповсюджені в рівнинних і гірських лісах цілого Північного острова, що тягнеться від краю мису Реінга до хребта Аоранги на півдні. Серед великого карстового відкладу печери Ваітомо були виявлені лише деякі зразки кісток гуї. Інші зразки лише зрідка траплялися в копалинах родовищ в центральній частині Північного острова і Хокс-Бей. Здається, що умови в ареалі гуї були не такими сприятливими для цього виду, як вважалося раніше. Можливо, її ареал скоротився після заселення острова народом маорі на початку XII століття. Під час європейського заселення острова у 1840 році цей птах був поширений тільки в лісах південної частини Північного острова, в районі Раукумара. Його ареал також охоплював район Вайрарапа і гірське пасмо Римутака. З даних, зібраних Волтером Буллером, випливало, що гуя колись жила в районах Марлборо і Нельсон Південного острова.
Гуя надавала перевагу в основному двом типам лісів Нової Зеландії: широколистяним і буковим. Основними видами рослин, які обирали гуї для гніздування, були матаї, дакридіум кипарисовий, ногоплідники дакридієвидні, північна рата, мавр, хіна, подокарп тотара, новозеландська жимолость, маха і карака. Гуї ніколи не селилися у вигорілих лісах або на сільськогосподарських угіддях.

## Спосіб життя

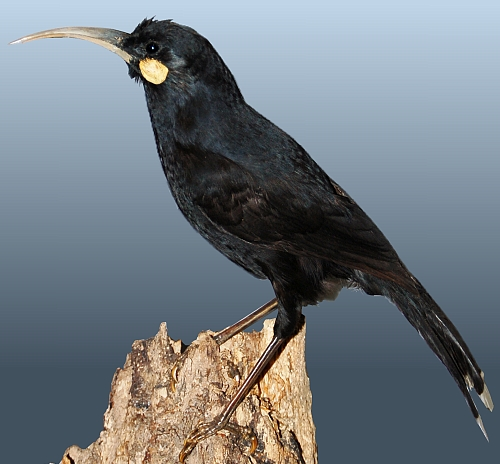
Опудало самиці гуї наочно показує добре розвинені довгі лапки і довгий вигнутий дзьоб

### Пересування
Про те, як пересувалася гуї, мало що відомо. Швидше за все, вона вела малорухливий спосіб життя. Існує гіпотеза, що гуя здійснювала сезонні міграції, живучи в горах влітку і спускаючись в низинні ліси взимку, щоб перечекати негоду і зниження температури на великих висотах. Як і новозеландські шпаки, райські одуди і кокако, гуї погано літали. Вони могли літати на короткі дистанції, рідко піднімаючись вище від висоти дерев. Дуже часто вони користувалася для пересування своїми сильними лапами — або під час довгих стрибків по гілках дерев, або під час підйому, щоб чіплятися за стовбур, і при цьому хвіст слугував стабілізатором.

### Живлення
Гуя разом з райським удодом були двома деревними видами комахоїдних птахів Нової Зеландії. Дятли східніше від лінії Уоллеса не зустрічалися, оскільки їх екологічна ніша була заповнена іншими групами птахів, які споживали личинок жуків у підгнилій деревині. Таким чином, функцію дятла виконували лише два птахи подокарпових та букових лісів: гуя і новозеландський нестор-кака.

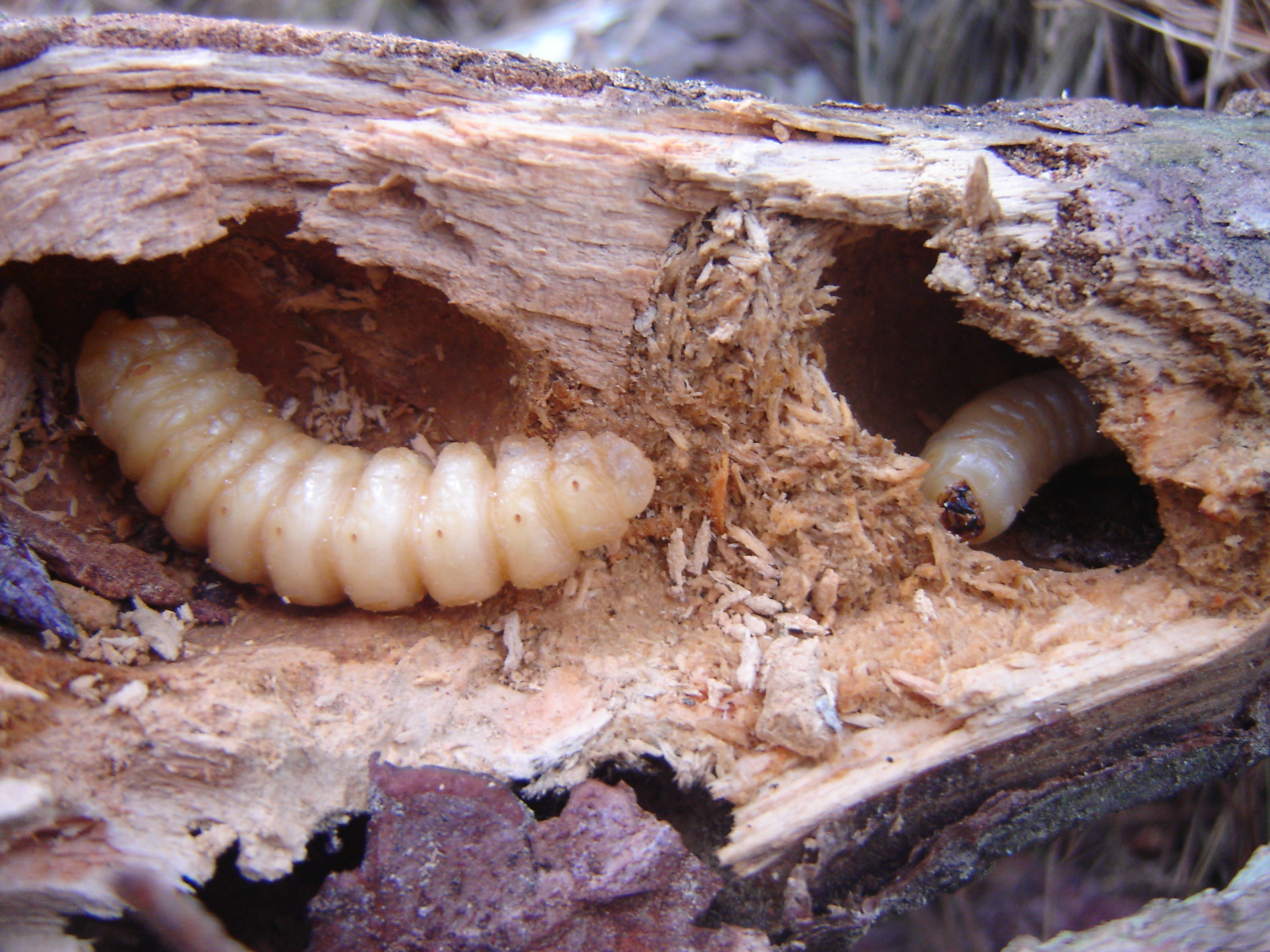
Улюблена їжа гуї: личинки вусача Prionoplus reticularis

Гуї живилися в основному на підгнилій деревині. Хоча в основному вони харчувалися хижими личинками нічних жуків-вусачів, їх раціон на цьому не обмежувався — до нього входили комахи, павуки, а також фрукти.
Гуї часто знаходили комах і павуків у підгнилій деревині, мохах і лишайниках, а також на землі. Гуї полювали поодинці, парами або невеликими зграйками до п'яти особин, які, ймовірно були сімейними групами. Статевий диморфізм дзьоба створив особливі типи харчування, різко відмінні між самцями та самицями. Самець розколював дзьобом зовнішні шари підгнилої деревини, у той час як самиця проникала дзьобом в нори личинок комах. У самця були добре розвинені м'язи черепа, що дозволяли йому швидкими рухами виривати частини підгнилої деревини. Мускулатура і будова кісток черепа та шиї у самців та самок мали деякі відмінности. У гуї були дуже добре розвинені жувальні м'язи і потилична кістка, які дозволяли широко розкривати дзьоб під час ковтання. Спіймавши здобич, гуя спочатку очищала її від колючих частин, а потім ковтала на льоту.
Пара не вела спільного полювання. Ця теза базується на неправильному розумінні доповіді орнітолога Волтера Буллера, згідно з якою самець і самиця полювали окремо. Відповідно до цього розуміння, що стало частиною екологічного фольклору, самці відривали шматки кори і відкривали тунелі личинок, тим самим дозволяючи самиці глибоко пробиратися туди за допомогою довгого гнучкого дзьоба. Швидше за все, відмінності у формі дзьоба є яскравим прикладом диференціації кормової ніші, знижуючи внутрішньовидову конкуренцію між статями. Завдяки цій диференціації вид користувався різними джерелами живлення.

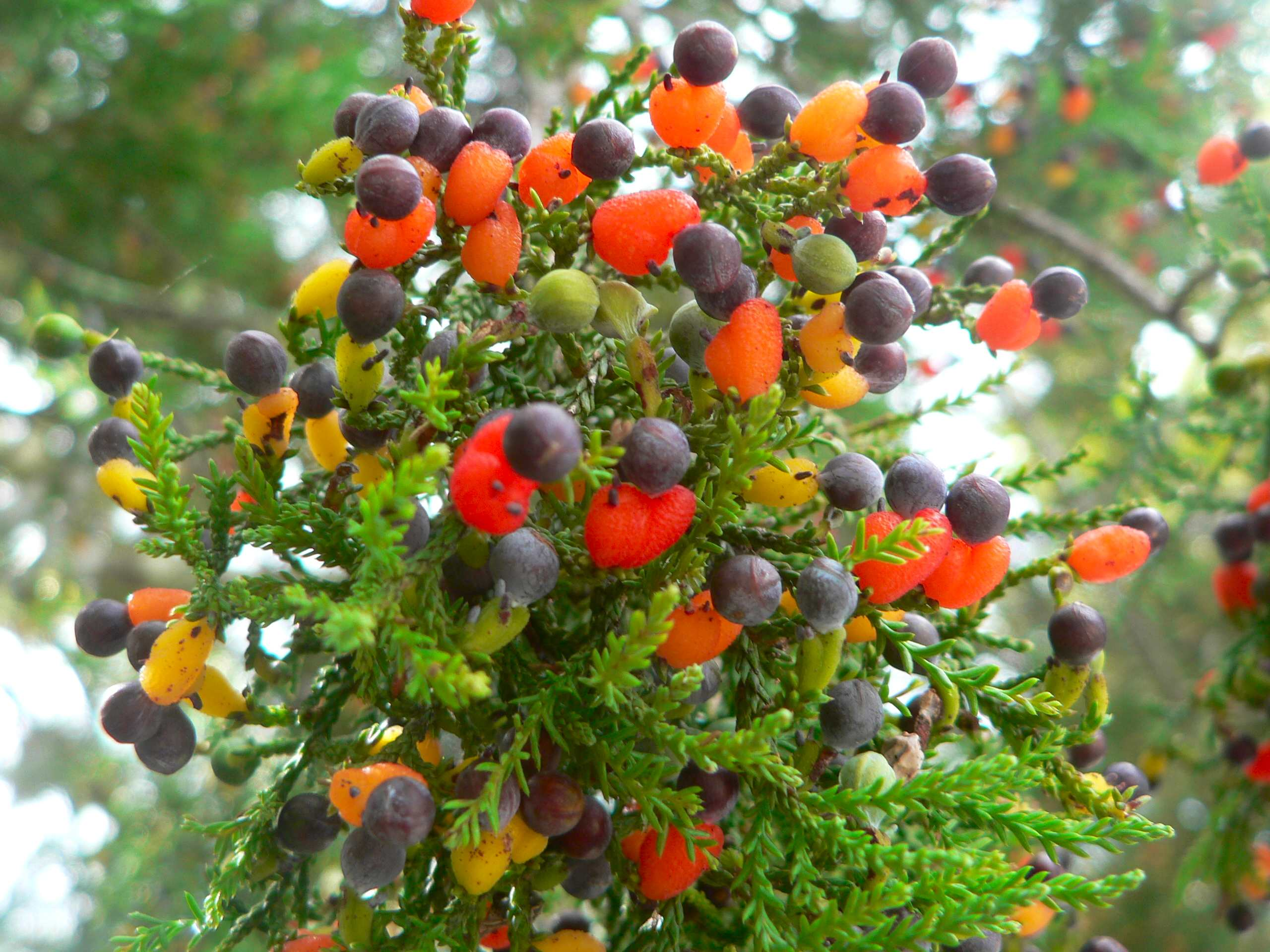
Гуя харчувалася кількома видами рослин, включаючи ногоплідники дакриєвидні

Процвітання новозеландського лісу значною мірою залежить від плодоїдних птахів, які поширюють насіння. Близько 70 % насіння поширюються з допомогою птахів, серед яких була і гуя. Важко встановити, якими фруктами харчувався цей птах. На думку Буллера, найбільш імовірними рослинами в раціоні гуї були  різні види компросми . Вимирання гуї та інших плодоїдних птахів Нової Зеландії, таких як моа і новозеландський свистун, а також зниження численності таких представників, як ківі і кокако, були зумовлені знищенням кількох ключових видів рослин новозеландського лісу. У цій екосистемі для рослин із плодами, більшими за 1 см в діаметрі, новозеландський плодоїдний голуб залишився єдиним розповсюджувачем насіння. Новозеландський плодоїдний голуб — досить рідкісний птах, який у деяких районах Північного острова був безповоротно втрачений. Виснаження пташиної фауни лісової екосистеми справило значний вплив на такі процеси, як лісовідновлення і поширення насіння.

### Голос
Інші аспекти біології гуї, такі як вокалізація птахів, також невідомі, тому сучасні знання про цей вид засновані на декількох фактах. Чутки були досить різноманітними, проте в кожному з них була спільна деталь — «своєрідний і дивний, але в той же час м'який і мелодійний, як флейта» свист. Імітація співу птахів збереглася на записі дослідницької команди Генара Хаумана в 1909 році. Гуї були дуже тихими птахами, однак, коли вони починали співати, їх голоси могли поширюватися на значні відстані. Деякі голоси було чути на відстані до 400 м (1300 футів). Голоси самців і самок трохи відрізнялися один від одного, хоча немає ніяких подробиць. Голосові можливості птахів були встановлені за положенням голови і шиї, кут між якими становив від 30 до 45 градусів по вертикалі. Більшість голосів гуї можна було почути рано-вранці. На одному із записів чути, як гуї співали в ранішньому пташиному хорі. Птахи, які перебували в неволі, також співали вранці, створюючи людям «великий дискомфорт». Як і білоголова мохуа, гуя вела себе дуже незвично перед початком дощу, а під час дощу вона починала співати так звану «щасливу і довгу пісню».

### Паразити
На гуях паразитувало кілька видів вошей з родини фтилоптеридів, які, ймовірно, вимерли разом з господарем. У 2008 році був описаний новий вид кліща під назвою Coraciacarus muellermotzfeldi, який також паразитував на гуях. У той час як кліщі роду Coraciacarus наявні у багатьох горобцевих по всьому світу, присутність паразита у гуй вважалося досить загадковим явищем. Першовідкривачі припустили, що кліщ міг горизонтально передаватися тільки мігруючими видами зозуль.

## Соціальна організація і розмноження

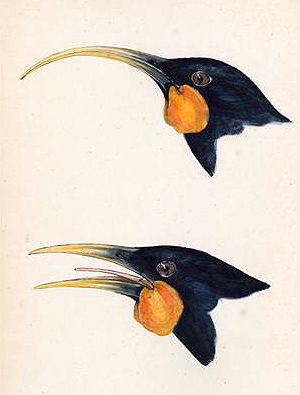
Малюнок Джона Гульда, наочно показує статевий диморфізм між самицею (вгорі) і самцем (внизу)

Тихі і соціальні гуї були моногамними птахами, вони створювали пари на все життя. Птахи, як правило, гніздилися парами, хоча іноді і групами по чотири особини і більше. Волтер Буллер писав, що самці і самиці гуї завжди знаходилися близько одне до одного, постійно видаючи «низьке ласкаве щебетання», навіть тоді, коли були в неволі. Із записів Буллера також випливало, що дикі гуї «спочатку стрибали з гілки на гілку і розгортали хвости, а потім пестили одне одного дзьобами, видаючи зазначене вище щебетання». Під час періоду залицяння самці, як правило, годували самок. Така поведінка було зумовлена наміром самця продемонструвати самиці свої навички залицяння. Твердження, що самець годував самицю під час висиджування яєць, «не має доказів»
| Ліві лапки | Я завжди розповідав старшим, що гуї завжди жили в любові... якщо першим гинув самець, самиця незабаром вмирала від горя | Праві лапки |

Гуя не боялася людей, тому зловити її не становило особливих труднощів. На думку маорі, самок гуї можна було зловити навіть рукою.
Мало що відомо про розмноження гуї. Єдине відоме яйце гуї зберігається в новозеландському музеї Те Папа Тонгарева. Парування, будівництво гнізда, відкладання яєць і турбота про пташенят, як вважають науковці, починалися пізньої весни і закінчувалися в жовтні — листопаді. Вважалося, що самець і самиця висиджували яйця поодинці, вибираючи певну територію і залишаючись на ній все життя. Гуя, судячи з усього, мала один виводок за сезон, а кількість яєць у кладці варіювала від одногої до п'яти. Яйця були сірого кольору з фіолетовими або коричневими цяточками, а їхні розміри становили 45 на 30 мм. В основному висиджувала яйце самиця, хоча є свідчення про те, що самець також міг це робити. Інкубаційний період яєць невідомий. Після вилуплення пташенят яєчна шкаралупа, мабуть, викидалася з гнізда дорослими особинами. Виводок, як правило, складали одне або двоє пташенят, хоча бувало і троє. Гнізда будувалися в різних місцях: у мертвих деревах, неприступних великих стовбурах, дуплах або біля поверхні землі. Деякі гнізда були вкриті рослинністю або ліанами. Гніздо представляло собою велику тарілку до 350 мм в діаметрі і 70 мм в глибину з товстим дашком з сухої трави, листя і стебел трав'янистих рослин. У центрі невеликої заглибини, встеленої м'якими матеріалами і травою, містилися яйця. Після вилуплення молоді гуї харчувалися з сімейною групою протягом трьох місяців, а по досягненні зрілого віку покидали гніздо.

## Птах і люди

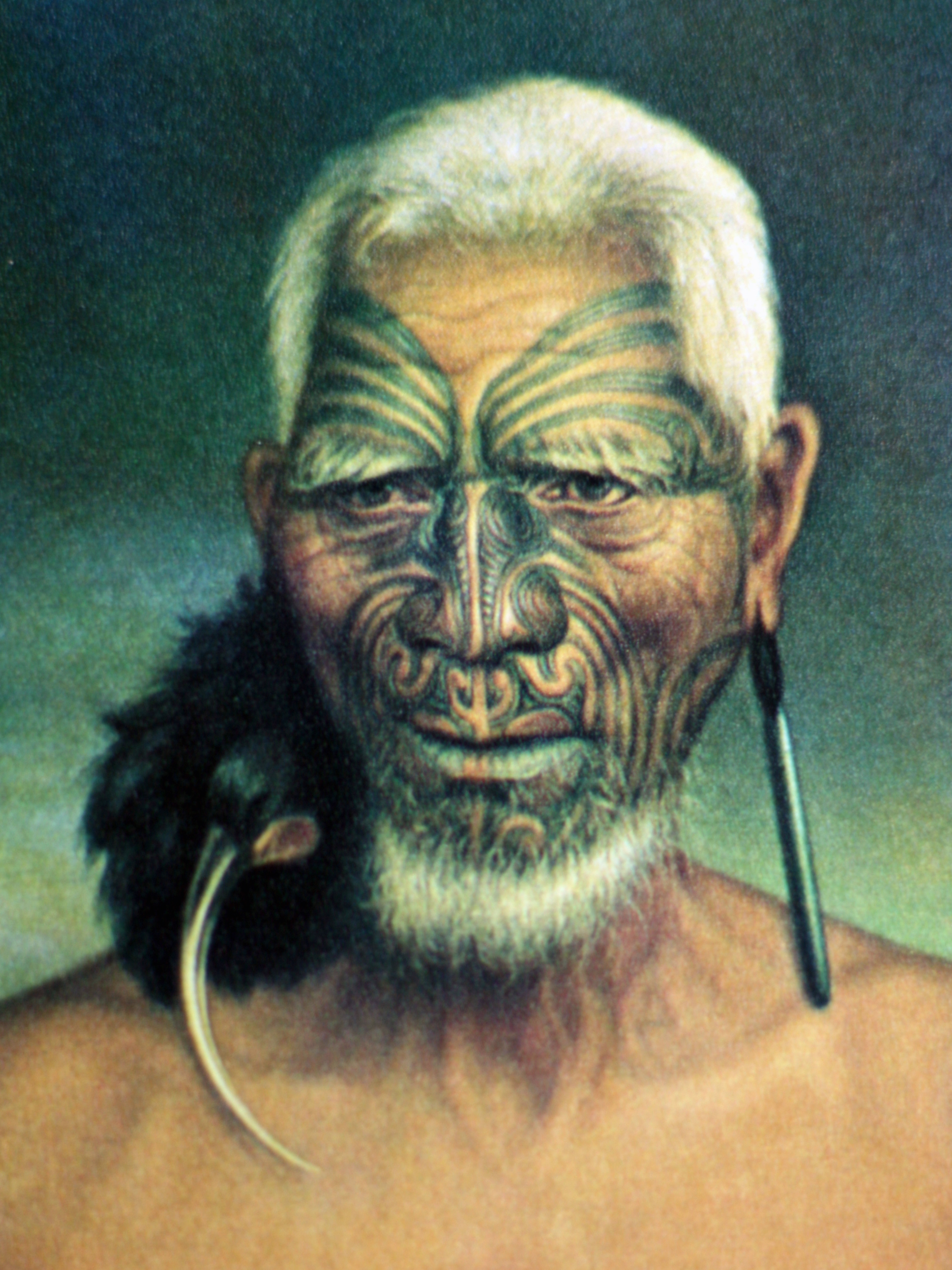
Вождь маорі з прикрасою з птиці гуї

У часи маорі біла чапля і гуя не були рідкісними птахами, оскільки полювання на них суворо регламентувалася звичаями і віруваннями цього народу. Подібне турботливе ставлення маорі до птаха пояснювалося тим, що його пір'я дуже цінувалися серед людей високого рангу. Сміливий і допитливий характер гуї робив її дуже легкою здобиччю. Маорі спочатку приваблювали гую за допомогою імітації її голосу, а потім ловили, використовуючи тарі (різьблену жердину з петлею на кінці) або сітку. Іноді, щоб отримати пір'я птиці, маорі вбивали її за допомогою палиць або довгого списа. Дуже часто маорі користувалися тісним зв'язком подружжя, щоб захопити одного з них. Думка з приводу якості м'яса гуї досить неоднозначна. Хоча маорі і не полювали на гую з метою добування її м'яса, на думку декого з них вона була «хорошою їжею» у вигляді начинки для пирогів або приправленого рагу. Інші ж маорі вважали м'ясо гуї «жорстким і непридатним для їжі».
Хоча ареал гуї був обмежений лише південною частиною Північного острова, її хвостові пір'їни цінувалися дуже високо. Цими пір'їнами маорі обмінювалися між племенами для отримання таких цінних товарів, як акулячі зуби. Також їх вручали вождям племен як знак дружби і поваги. Завдяки цьому пір'їни досягали далекої півночі і крайнього півдня Нової Зеландії. Ці пір'їни також розміщали в різьблених скриньках під назвою «вака-хуіа», які прикріпляли до стелі будинків вождів. Пір'я гуї надягали на похорони, а також використовували для прикраси голови покійного. З пір'я також робили маререко — древній головний убір, що складався з дванадцяти пір'їн гуї. Високо цінувалася і похо — прикраса зі шкірки гуї. Ця прикраса виготовлялася в такий спосіб: у мертвої птиці спочатку здирали шкурку разом з дзьобом, черепом і шиєю, видаляючи при цьому лапки і крила, а потім ретельно висушували на сонці. Зрештою виходила прикраса, яку можна було носити на шиї або у вухах. Сушені голови гуї також носили як дорогі підвіски під назвою нгут-хуіа. Впійману Гую тримали в маленькій клітці, так щоб можна було легко і повністю обскубувати хвіст.
Маорі також тримали гую як домашню тварину. Як і новозеландських туй, їх можна було навчити кільком словам. Існують також записи голосу ручних особин, які зберігали європейські колоністи у маленькому селі Тараруа.

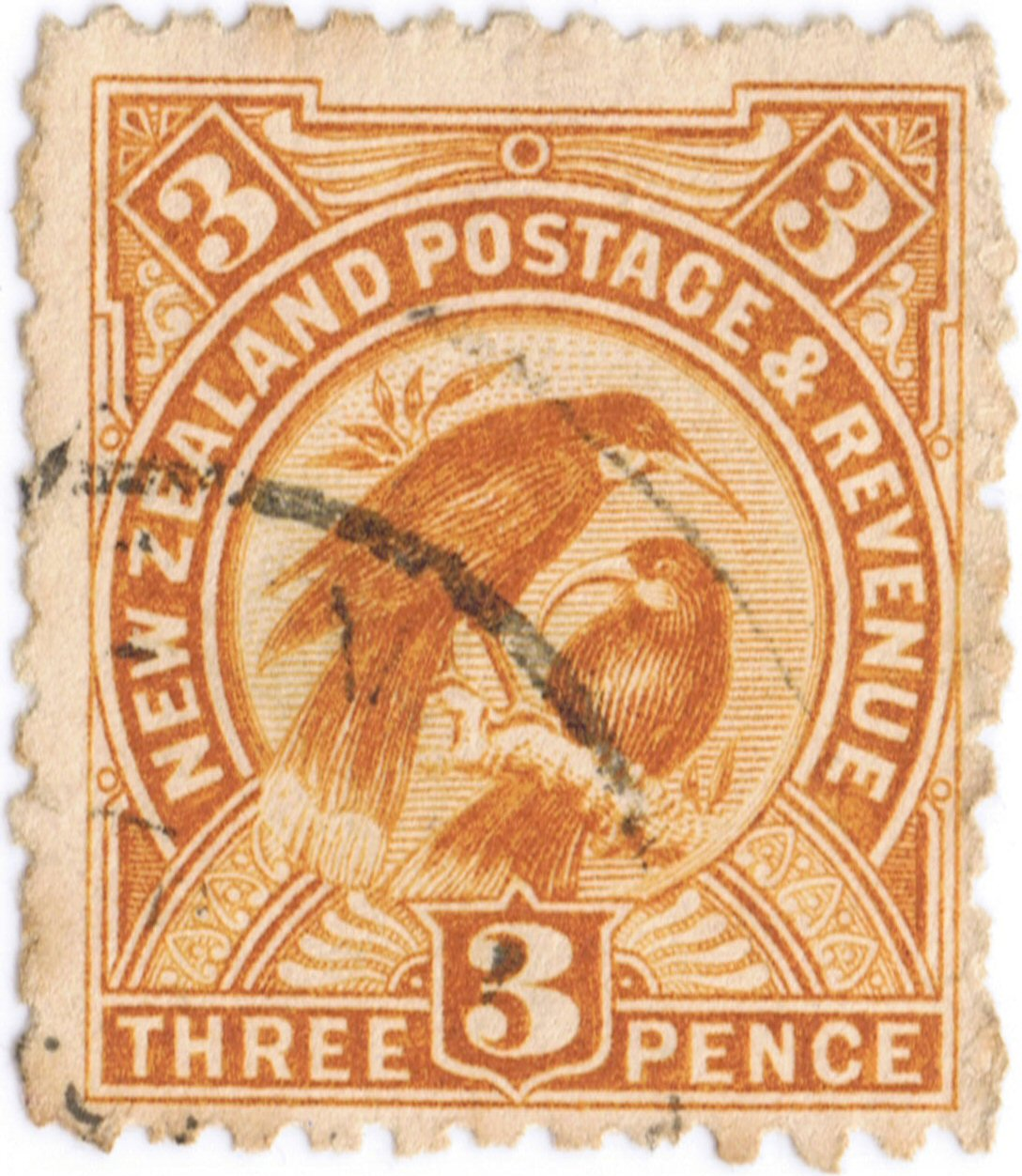
Новозеландська поштова марка 1898 року із зображенням гуї

У Новій Зеландії було випущено кілька поштових марок з зображенням гуї, а також новозеландські шестипенсові монети, що перебували в обігу з 1933 по 1966 рік. Популярність гуї в Новій Зеландії була дуже високою, що знаходить вдображення у великій кількості різних географічних об'єктів, названих на честь цього виду. На Північному острові існує кілька доріг і вулиць, названих на честь гуї. Кілька вулиць у Веллінгтоні (у тому числі Шосе Гуї в Дейс-Бей, де цей вид спостерігався востаннє) і Окленді також названий на честь цього птаха. Річка на західному узбережжі Південного і гірське пасмо Хуіарау в центральній частині Північного острова також його носять назву. У гірському пасмі Хуиарау гуя водилася у великій кількості. «Хуіарау» в перекладі з мови маорі означає «сто гуя». Емблем у вигляді гуї знаходиться при вході в басейн Лоуер Хар, біля винзаводу Марлборо і видавництва Huia Publishers, яке випускає книги та літературу маорійською мовою. З кінця XIX століття люди почали називати своїх дітей на честь гуї. Ім'я Гуя — і як чоловіче, і як жіноче — все ще вживається у Новій Зеландії.
Дуже рідкісні стернові пера вимерлої гуї стали бажаним предметом для колекціонерів. У червні 2010 року одне стернове перо гуї було продано на аукціоні в Окленді за 8000 новозеландських доларів, і  згодом воно стало найдорожчим за всю історію. Попередній рекорд становив 2800 американських доларів (або 4000 новозеландських доларів).

## Вимирання
До появи людей у Новій Зеландії гуя зустрічалася на всьому Північному острові. Маорі прибули в Нову Зеландію близько 1200-х років, а європейські колоністи — тільки в 1840 році. У результаті руйнування середовища проживання і полювання ареал гуй скоротився до південної межі Північного острова. Тим не менше, тиск маорі на гую деякою мірою був обмежений віруваннями і традиціями. Мисливський сезон діяв з травня по липень, коли оперення птахів було в найкращому стані. Різке зниження чисельності цього виду після європейського освоєння острова було зобумовлене двома добре задокументованими факторами: широким вирубуванням лісів і надмірним промислом.

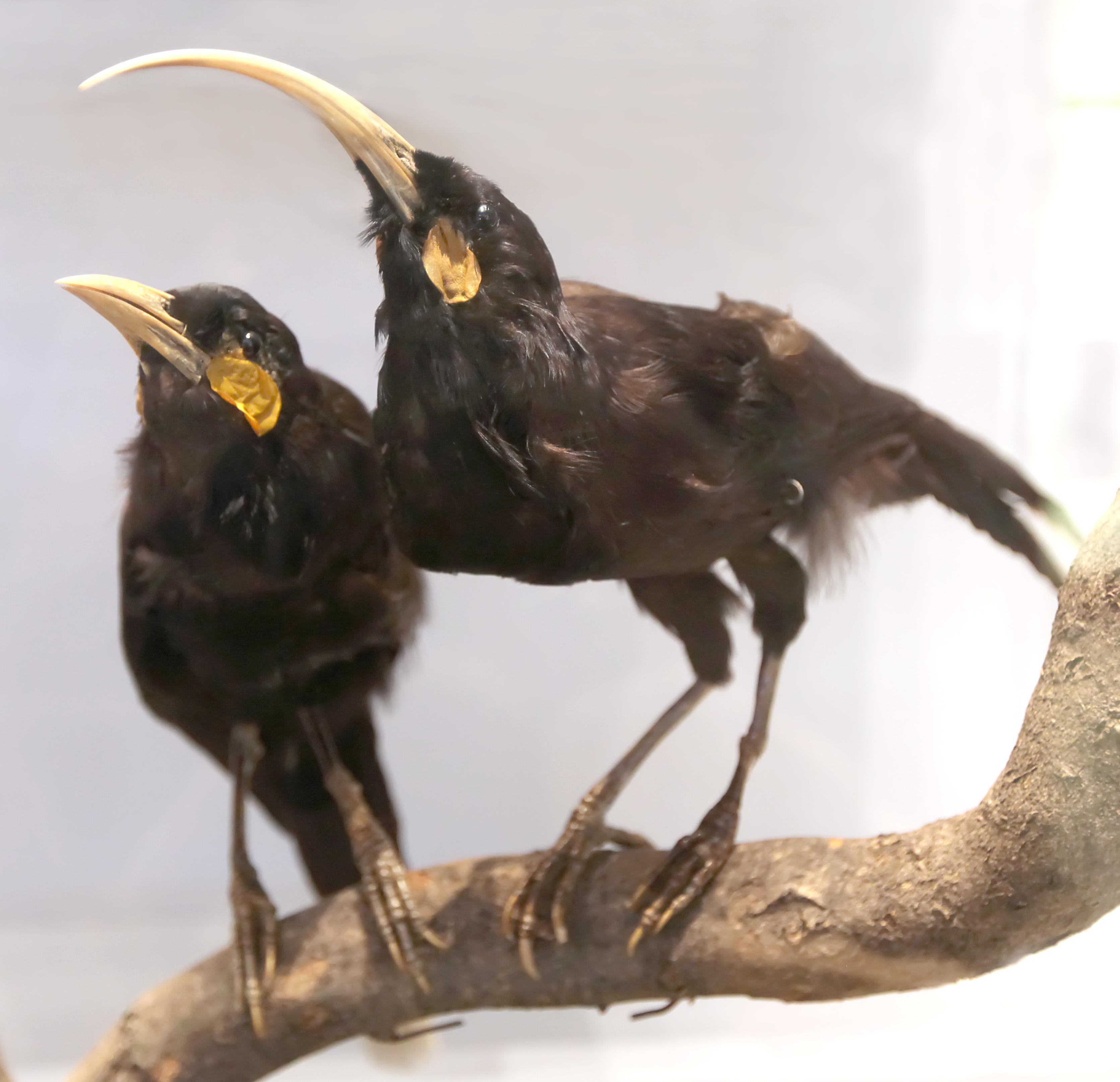
Опудала гуй в Бірмінгемі, Англія

Як і вимирання інших новозеландських птахів, таких як новозеландські свистуни в XIX столітті, зниження чисельності гуї було недостатньо вивчене. Сильне вирубування лісів, що відбувалася на Північному острові у той час, особливо в низинах південної частини бухти Хоука, районах Манавату і Вайрарапи, була зумовлена прагненням європейських колоністів очистити землю для сільськогосподарських угідь. Гуя була особливо вразлива через цей фактор, то скільки вона могла жити тільки в первинних лісах, у яких було багато підгнилих дерев, заповнених личинками комах. Незважаючи на те, що гірські ліси не були вирубані, низовинні були систематично знищені. Знищення низовинних лісів, безсумнівно, серйозно вплинуло на зниження чисельності гуї. Зниження чисельності могло б стати особливо катастрофічним, якби гуї спускалися в низовини на зимівлю. Подібної думки дотримуються багато дослідників.
Схоже, що хижацтво інтродукованих видів ссавців, таких як чорний пацюк, коти і куниці, стало додатковим фактором зниження чисельності гуї. Інтродукція цих тварин до Нової Зеландії акліматизаційними товариствами досягла свого піку у 80-і роки XIX століття, що співпало з періодом особливо різкого скорочення чисельності гуї. Оскільки гуя більшу частину часу проводила на землі, вона була особливо вразлива для нападу хижаків. Ще однією гіпотетичною причиною вимирання могли бути екзотичні паразити і хвороби, завезені з Азії.
Руйнування середовища проживання і хижацтво інтродукованих видів тварин стало загрозою для багатьох новозеландських птахів. Однак гуя, крім цього, зазнала величезного тиску з боку мисливців. Через свій яскраво виражений статевий диморфізм і красу гуя стала основним об'єктом полювання з метою виготовлення опудал для багатих європейських колекціонерів та музеїв по всьому світу. Ці особи і установи були готові платити великі суми грошей за хороші опудала, попит на які, в той час був досить великий. Цей додатковий фактор створив сильний фінансовий стимул для мисливців Нової Зеландії. Такі полювання завжди проводи натуралісти. Австрійський таксидерміст Андреас Райшек Андреас для віденського музею природознавства за 10 років створив 212 опудал птахів цього виду, а новозеландський орнітолог Волтер Буллер під час експедиції на Рімутаку в 1883 році — 18. Із записів Буллера також випливало, що в районах Манавату і Акітіо 11 маорі добули 646 шкурок гуї. Кілька тисяч птахів у рамках цієї торгівлі було вивезено за кордон. Розвиток транспортної інфраструктури в низовинних лісах ще більше погіршив ситуацію: сотні птахів відстрілювали біля доріг і залізничних станцій.
|                          | Поки ми дивилися і милувалися картиною життя птахів, пара гуї, не промовляючи ні звуку, з'явилася на верхній гілці дерева, пестячи один одного своїми гарними дзьобами, в той момент, коли заряд дробу повалив їх обох на землю. Це було так зворушливо, що я був майже радий, що цей постріл здійснив не я. Втім, це не завадило мені присвоїти два прекрасні зразки цих птахів. |
| — Волтер Буллер, XIX век | |

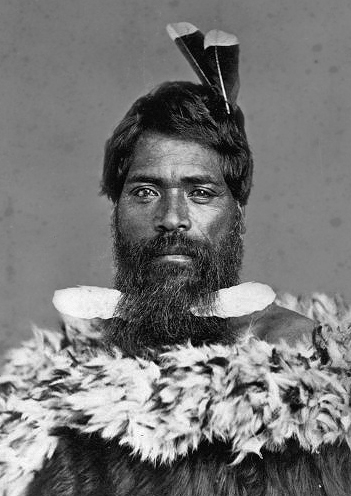
Маорі з пір'ям гуї на голові (фото 1886 року)

Некнтрольоване і нераціональне полювання мотивувалося не тільки фінансовими міркуваннями: воно також мало і більш філософський, фаталістичний аспект. Звичайним уявленням серед європейських колоністів у Новій Зеландії у XIX столітті була меншевартість всього колоніального порівняно з європейським. Передбачалося, що новозеландські лісові рослини і тварини будуть швидко витіснені більш енергійними і конкурентоспроможними європейськими видами. Ця ідея про неминучу загибель привела до висновку, що збереження місцевого біорізноманіття є безглуздим і марним. Дотримуючись цієї ідеї, вікторіанські колекціонери зосередили свої зусилля на придбанні хороших екземплярів рідкісних тварин до їх зникнення.
Були деякі спроби зберегти гую, але вони були нечисленними, погано організованими, із слабким юридичним забезпеченням. Новозеландський рух за збереження дикої природи, як і раніше знаходився в зародковому стані. Послідовне, різке зниження чисельності птахів у 1860 році і наприкінці 1880-х років змусило вождів районів Манавату і Вайрарапа заборонити полювання в районі гірського пасма Шаблон. У лютому 1892 року були прийняті поправки до закону про охорону диких птахів, які робили полювання на гую незаконним, однак серйозно вони не виконувалися. Після прийняття поправок до закону були створені острівні заповідники для перебування місцевих птахів, що були під загрозою зникнення. Хоча були зроблені спроби вилову птахів з метою відправлення до заповідника, жодна гуя туди не потрапила. Спроба перемістити гую на острів Капіто була погано організована. Живу пару птахів, призначену для поселення на острові у 1893 році, привласнив Волтер Буллер, який обійшов закон, щоб відіслати їх до Англії як подарунок.
Герцог і Герцогиня Йоркські, король Георг V і королева Мері відвідали Нову Зеландію в 1901 році. На офіційній зустрічі з маорі в місті Роторуа вождь племені взяв перо гуї зі свого волосся і помістив його на капелюх лорда на знак поваги. Багато англійців і новозеландців хотіли наслідувати цю королівську моду і носити пір'я гуї на капелюхах. Ціна хвостової пір'їни досягла фунта стерлінгів, а кожне зроблене опудало птаха коштувало дванадцять фунтів. Деякі пір'їни навіть продавали за п'ять фунтів, а дзьоби самок гуї поміщали в золоті оправи ювелірних виробів. У 1901 році гуя була виключена зі списку вимираючих видів. Остання спроба захистити цей вид зазнала невдачі, через те, що генеральний прокурор оголосив, що закону про захист пір'я не існувало.

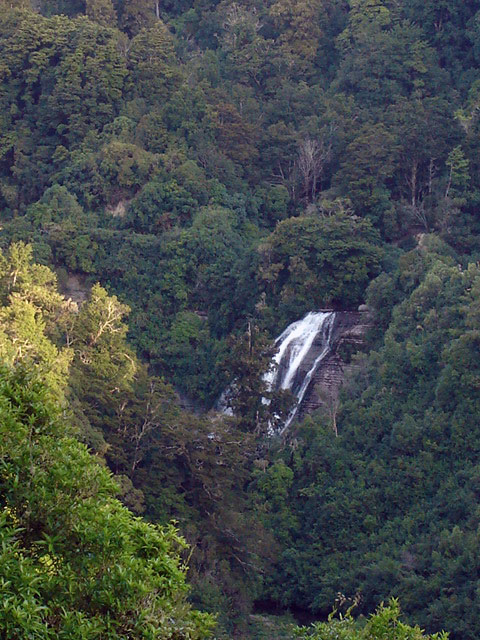
Западина Мока в національному парку Ті Уревера, в районі якої відбулася остання зустріч з гуєю.

Скорочення чисельності гуї у південній половині Північного острова відбувалося з різною швидкістю. Області, в яких спостерігалося різке зниження чисельності цього виду в 1880 році, включали в себе гірське пасмо Пукетоі та райони Тзра. Гуя «рясно водилася» в деяких місцях на початку XX століття, в основному в районах Хокс-Бей і гірського пасма Вайрарапа. У 1905 році на саміті Акатарава-Вайкане з'явилося повідомлення, що була виявлена зграя гуї, оцінена у 100—150 особин. У 1906 році вони, як і раніше, «рясно водилися» у верхів'ях річки Рангітікеї.
Остання офіційно підтверджена зустріч з гуями відбулася 28 грудня 1907 року, коли В. В. Сміт побачив трьох птахів у гірських лісах Тзра. За непідтвердженими даними, зникнення виду сталося трохи пізніше. Людина, знайома з видом, повідомила, що бачила трьох птахів у долині Голланс за Йоркською бухтою (між районами Петон і Істборн близько Веллінгтонської гавані), в районі змішаних букових лісів, 28 грудня 1922 року. Про зустрічі з гуєю також повідомлялося в 1912 і 1913 роках. Незважаючи на це, науковці з Веллінгтона не підтвердили ці повідомлення. Останні вірогідні відомості про гую приходили з лісу національного парку Ті Уревера: одна — з гори Урутава в 1952 році, а інша — в 1961 і 1963 роках. Дослідники вважають, що невелика кількість птахів могла зберегтися у гірському пасмі Уревера, але це дуже малоймовірно, оскільки експедиції з метою виявлення живого представника виду останнім часом не проводились.
Студенти з Hastings Boys' High School у 1999 році організували конференцію з метою розглянути можливе клонування гуї. Плем'я Нгаті-хуіа погодилося підтримати експеримент, який передбачалося провести в університеті Отаго. Каліфорнійська інтернет-компанія запропонувала пожертвувати сто тисяч доларів. Однак Сенді Бартл, новозеландська завідувачка музею Те Папа Тонгарева, сказала, що повний геном з опудала гуї отримати неможливо через поганий стан ДНК, тому клонування навряд чи вдасться.